# Рупия Риау
Рупия Риау (индон. Rupiah Riau) — денежная единица островов Риау в 1963—1964 годах. Рупия = 100 сенов.
На архипелаге Риау с 1953 до 1963 года в обращении использовался доллар Малайи и Британского Борнео. В период с 15 октября по 1 ноября 1963 года он был заменён на рупию Риау в соотношении 1:1.
Были выпущены банкноты в 1, 21⁄2, 5, 10, 100 рупий и алюминиевые монеты в 1, 5, 10, 25, 50 сенов.
1 июля 1964 года в обращение выпущена индонезийская рупия. Обмен производился: 1 рупия Риау = 14,70 индонезийских рупий.